# Me voy (Paulina Rubio)
Me Voy è il secondo singolo di Paulina Rubio, pubblicato nel febbraio 2012 in duetto con il cantante messicano Espinoza Paz, in una nuova versione differente dall'album Brava! uscito nel 2011.